# Калныньш, Август
А́вгуст Ка́лныньш (латыш. Augusts Kalniņš; 12 ноября 1876, Алойская волость, Вольмарский уезд, Лифляндская губерния, Российская империя — 24 июля 1940, Рига, Латвийская ССР) — латвийский политик, государственный и общественный деятель, министр сельского хозяйства Латвии (1919—1920), министр жилищного строительства (1920—1921), член Народного совета Латвии и Учредительного собрания Латвии, депутат Сейма Латвии 1-го , 2-го и 3-го созывов (1922—1931). Публицист.

## Биография
Окончил среднюю сельскохозяйственную школу в Могилевской губернии. Продолжил учёбу в Рижском политехническом училище. Позже учительствовал в Бессарабии, был директором Елгавской сельскохозяйственной школы и членом Видземского земельного совета.
В 1918 году участвовал в создании Временного правительства Латвии.
С конца 1918 до 5 сентября 1919 года — заместитель министра сельского хозяйства Латвии.
С 5 сентября 1919 до 11 июня 1920 года занимал пост министра сельского хозяйства Латвии.
11 июня 1920 года назначен министром жилищного строительства. Ушел с этой должности 30 апреля 1921 года. В конце 1926 года кандидатура А. Калныньша рассматривалась на пост министра финансов.
Одновременно с работой в правительстве, был членом Народного совета Латвии, депутатом нескольких Сеймов Латвийской Республики, Учредительного собрания Латвии, депутатом Сейма Латвии 1-го, 2-го и 3-го созывов (1922—1931).
В 1922—1929 годах был редактором газеты «Brīvā Zeme».
Умер в Риге. Похоронен на кладбище г. Алоя.